# Cretoxyrhina
Requin Ginsu
Vous lisez un « bon article » labellisé en 2024.
Famille
Genre
Espèces de rang inférieur
- † C. mantelli (type) (Agassiz, 1835)
- † C. denticulata (Glückman, 1957)
- † C. vraconensis (Zhelezko (d), 2000)
- † C. agassizensis (Underwood (d) & Cumbaa (d), 2010)

Synonymes
Cretoxyrhina (littéralement « nez pointu du Crétacé ») est un genre fossile de grands requins lamniformes ayant vécu durant une importante partie du Crétacé, de l'Albien jusqu'au Campanien, entre 107 et 73 millions d'années avant notre ère. L'espèce type, Cretoxyrhina mantelli, est communément désignée sous le nom vernaculaire de « Requin Ginsu », en référence à la marque de couteaux éponyme, car son mécanisme d'alimentation théorique est souvent comparé à la technique du « tranchage et découpage » mise en avant par la marque. Cretoxyrhina est traditionnellement classé comme le seul membre probable de la famille des Cretoxyrhinidae, bien que certains auteurs proposent de le classer au sein des Alopiidae ou des Lamnidae.
Mesurant jusqu'à 8 m de long pour une masse estimée de plus de 4,9 tonnes, Cretoxyrhina est l'un des plus grands requins de son temps. D'une biomorphologie similaire à celle du Grand requin blanc actuel, c'est un superprédateur de son écosystème, qui se nourrit d'une grande variété d'animaux marins, dont des mosasaures, des plésiosaures, des requins et d'autres gros poissons, mais aussi des ptérosaures et parfois même des dinosaures. Ses dents mesurent jusqu'à 8 cm de haut, ressemblent à des rasoirs et présentent un émail épais propre à poignarder et trancher des proies. Cretoxyrhina figure également parmi les requins les plus rapides : des modèles hydrodynamiques suggèrent des capacités de vitesse de pointe allant jusqu'à 70 km/h. On suppose que Cretoxyrhina chassait en fonçant sur sa proie et en lui infligeant des coups puissants, s'appuyant sur une vue efficace, une tactique de chasse similaire à celle du Grand requin blanc.
Depuis la fin du XIXe siècle, plusieurs squelettes fossiles exceptionnellement bien conservés de Cretoxyrhina ont été découverts au Kansas. Des études ont réussi à calculer sa longévité en utilisant les vertèbres de certains spécimens, et suggèrent que Cretoxyrhina grandissait rapidement durant les premières années pour atteindre la maturité sexuelle vers l'âge de quatre à cinq ans. Sa durée de vie estimée est de près de quarante ans. L'analyse anatomique des squelettes de Cretoxyrhina révèle que le requin possède des caractéristiques faciales et optiques similaires à celles du Requin-renard et du Requin-crocodile, avec une morphologie hydrodynamique qui suggère l'utilisation de l'endothermie régionale.
C'est un genre cosmopolite : ses fossiles ont été trouvés dans le monde entier, mais sont le plus souvent signalés dans la région de la voie maritime intérieure de l'Ouest, en Amérique du Nord. Cretoxyrhina préférait les environnements pélagiques subtropicaux à tempérés, mais vivait aussi dans des eaux froides d'une température de 5 °C. Cretoxyrhina connaît son apogée au Coniacien, puis décline continuellement jusqu'à son extinction au Campanien. Les causes suggérées de sa disparition sont la concurrence de nouveaux prédateurs comme Tylosaurus, un mosasauridé plus imposant que Cretoxyrhina, et la disparition progressive de la voie maritime intérieure de l'Ouest.

## Historique des recherches

### Découvertes et fossiles

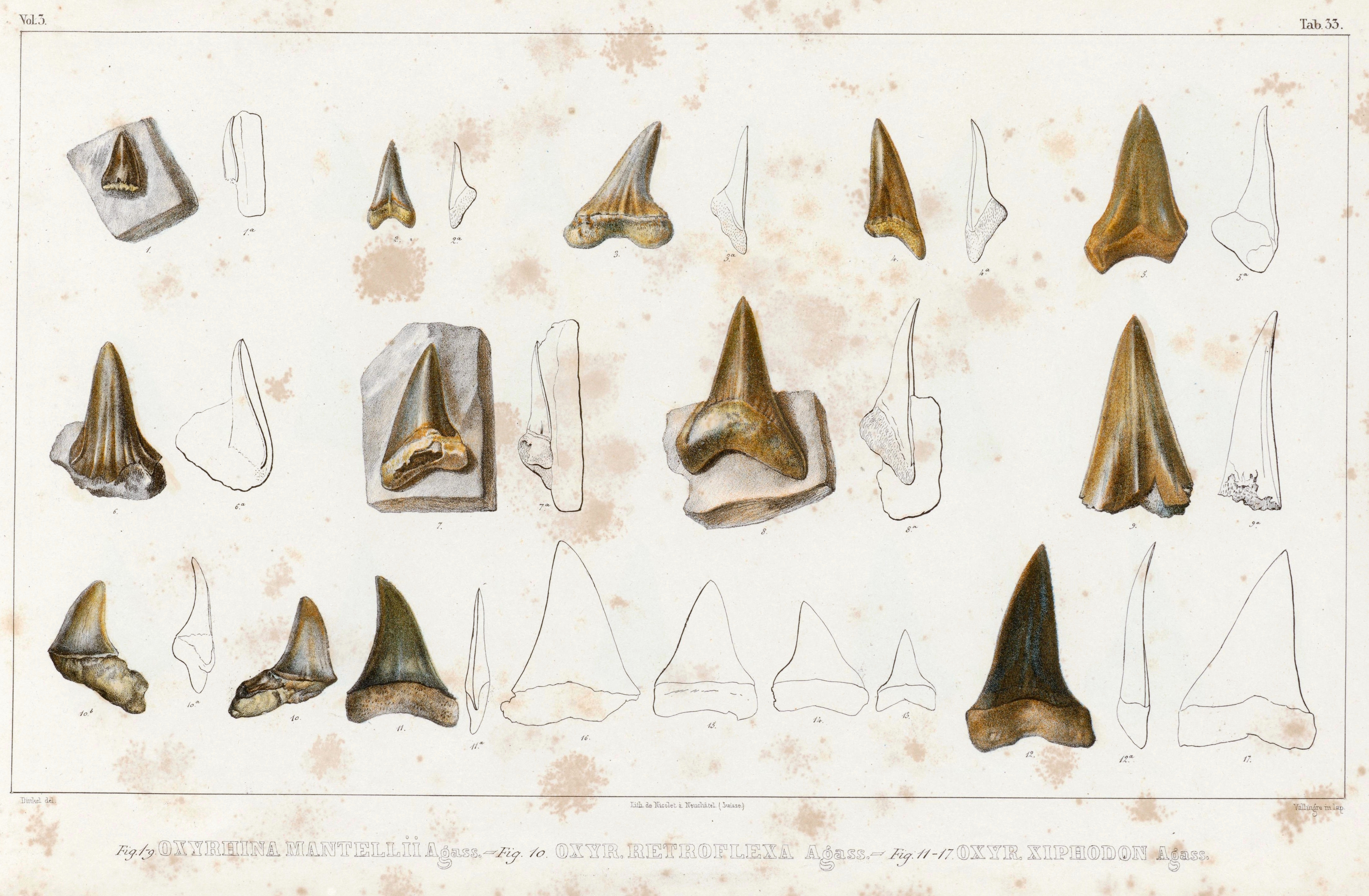
Syntypes de C. mantelli (Fig. 1-9) et d'autres espèces dans le troisième volume de Recherches sur les poissons fossiles.

Cretoxyrhina est décrit pour la première fois par le paléontologue anglais Gideon Mantell à partir de huit dents provenant de C. mantelli qu'il recueille dans le Southerham Grey Pit près de Lewes, dans le Sussex de l'Est, en Angleterre. Dans son livre de 1822 coécrite avec sa conjointe Mary Ann Mantell, intitulé The fossils of the South Downs, il les identifie comme des dents appartenant à deux espèces de requins modernes connues localement : les plus petites proviendraient de l'Émissole lisse et les plus grandes du Requin-marteau commun, bien qu'exprimant une certaine hésitation à l'égard de ce dernier. Dans le troisième volume de son livre intitulé Recherches sur les poissons fossiles, publiée en 1843, le naturaliste suisse Louis Agassiz réexamine les huit dents découvertes par Mantell. En les comparant avec une autre dent de la collection du musée zoologique de la ville de Strasbourg (dont la localisation exacte n'est pas précisée mais qui provient aussi d'Angleterre), il conclut que les fossiles appartiennent en fait à une seule espèce de requin disparue, qui présente de fortes similitudes dentaires avec les trois espèces alors classées dans le genre maintenant invalide Oxyrhina, à savoir O. hastalis, O. xiphodon et O. desorii,. Agassiz place l'espèce dans le genre Oxyrhina mais, considérant que la plus grande épaisseur de la racine des dents suffit à distinguer une nouvelle espèce, il la classe sous le nom scientifique d’Oxyrhina mantellii, qu'il nomme en l'honneur de Mantell.
À la fin du XIXe siècle, les paléontologues décrivent de nombreuses espèces qui sont depuis considérées comme synonymes de C. mantelli. Selon certains chercheurs, il pourrait y avoir jusqu'à près de trente synonymes différents d’O. mantelli définis à cette époque. La plupart de ces espèces sont décrites à partir de dents qui représentent des variations de C. mantelli mais s'écartent des caractéristiques exactes des syntypes. Par exemple, en 1870, le paléontologue français Henri Émile Sauvage identifie des dents provenant de la Sarthe qui ressemblent beaucoup aux syntypes d’O. mantelli d'Angleterre. Les dents comprennent également des mini-cuspides latérales (petites cuspides émaillées qui apparaissent à la base de la couronne principale de la dent), qui ne sont pas présentes dans les syntypes, ce qui l'amène à décrire ces dents sous le nom d’Otodus oxyrinoides. En 1873, le paléontologue américain Joseph Leidy identifie des dents du Kansas et du Mississippi et les décrit sous le nom d'espèce Oxyrhina extenta. Ces dents sont plus larges et plus robustes que les syntypes d’O. mantelli d'Angleterre,.
Tout cela change avec les découvertes des squelettes du requin exceptionnellement bien conservés de la formation de Niobrara, située dans l'ouest du Kansas. Charles H. Sternberg découvre en 1890 le premier squelette, qu'il décrit dans un article de 1907 :

« Ce qui est remarquable dans ce spécimen, c'est que la colonne vertébrale, bien que cartilagineuse, était presque complète et que le grand nombre de 250 dents étaient en place. Lorsque Chas. R. Eastman, de Harvard, a décrit ce spécimen, il s'est avéré si complet qu'il a détruit près de trente synonymes utilisés pour nommer l'animal, et dérivés de nombreuses dents trouvées par le passé. »

— Charles H. Sternberg, Some animals discovered in the fossil beds of Kansas, 1907.

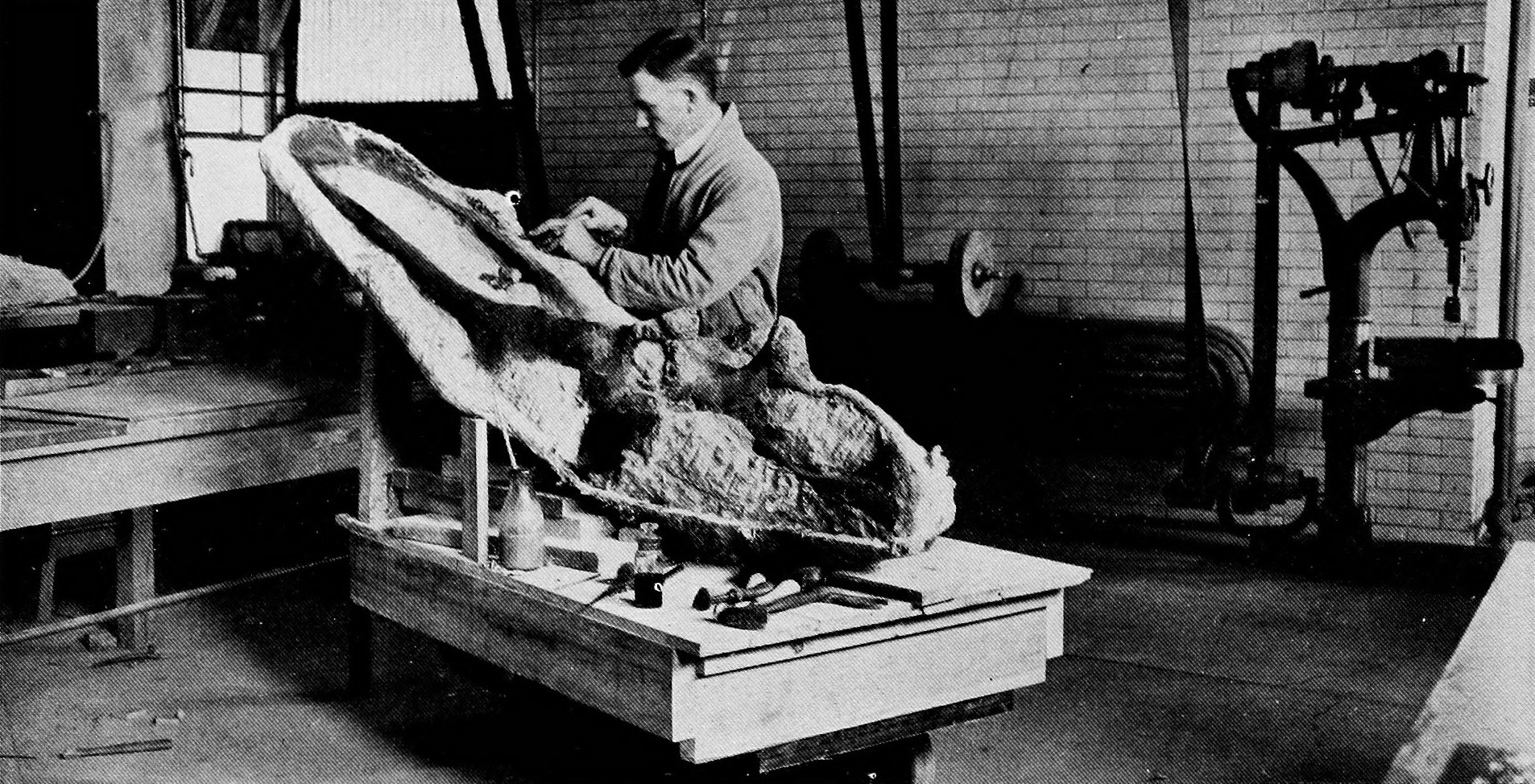
George F. Sternberg, connu pour avoir trouvé de nombreux squelettes de Cretoxyrhina exceptionnellement bien conservés, notamment les spécimens KUVP 247 et FHSM VP-2187.

Charles R. Eastman publie en 1894 son analyse du fossile, dans laquelle il reconstruit la dentition sur la base de l'ensemble de dents désarticulées du squelette. À l'aide de la reconstitution, Eastman examine de nombreuses espèces éteintes de requins, découvre que leurs fossiles sont en fait différents types de dents d’O. mantelli et les déplace tous au sein de l'espèce,. Le squelette, que Sternberg a vendu à l'université Louis-et-Maximilien de Munich, est détruit en 1944 par les bombardements alliés durant la Seconde Guerre mondiale,. En 1891, le fils de Sternberg, George F. Sternberg, découvre un deuxième squelette d’O. mantelli, actuellement hébergé au musée d'histoire naturelle de l'université du Kansas sous le nom de code KUVP 247. Ce squelette mesurerait 6,1 m de long et se compose d'une partie de colonne vertébrale avec des restes squelettiques d'un Xiphactinus comme contenu de l'estomac et d'une mâchoire partielle contenant environ 150 dents visibles. Ce squelette est considéré comme l'une des plus grandes découvertes scientifiques de cette année-là en raison de la préservation inattendue du cartilage. G. F. Sternberg découvre plus tard d'autres squelettes d’O. mantelli tout au long de sa carrière. Ses découvertes les plus notables sont les spécimens FHSM VP-323 et FHSM VP-2187, respectivement trouvés en 1950 et en 1965. Le premier est un squelette partiel composé d'un ensemble de mâchoires bien conservé, d'une paire de cinq branchies et de quelques vertèbres, tandis que le second squelette dispose d'une colonne vertébrale presque complète et d'un crâne exceptionnellement bien préservé contenant une grande partie des éléments de ce dernier, dont des mâchoires, des dents, un ensemble d'écailles, des fragments de la ceinture pectorale et des nageoires dans leurs positions naturelles. Les deux squelettes sont actuellement conservés au musée d'histoire naturelle de Sternberg. En 1968, un collectionneur nommé Tim Basgall découvre un autre squelette notable qui, à l'image de FHSM VP-2187, se compose également d'une colonne vertébrale presque complète et d'un crâne partiellement préservé. Ce fossile est conservé au musée d'histoire naturelle de l'université du Kansas sous le nom de code KUVP 69102.

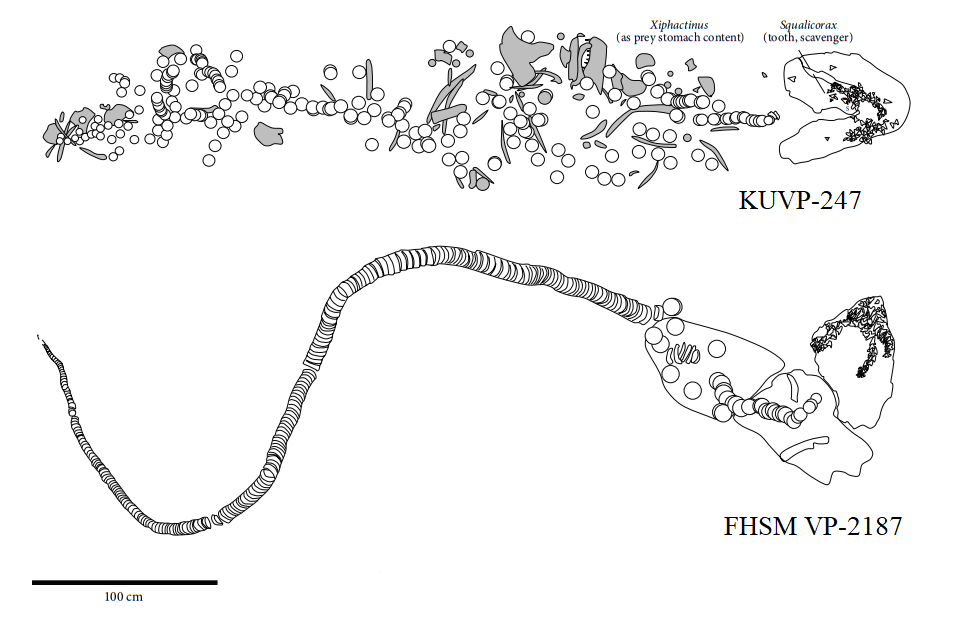
Squelettes exceptionnellement préservés des spécimens KUVP 247 et FHSM VP-2187, appartenant à C. mantelli et provenant de la formation de Niobrara.

En 1958, le paléontologue soviétique Leonid Glickman découvre que la conception dentaire d’O. mantelli reconstruite par Eastman le rend suffisamment distinct pour justifier un nouveau genre, qu'il nomme Cretoxyrhina,. Il identifie également, à partir des plus anciennes dents connues du genre, une deuxième espèce de Cretoxyrhina qu'il nomme Cretoxyrhina denticulata,. À l'origine, Glickman désigne C. mantelli comme espèce type, mais il remplace brusquement la position par un autre taxon identifié comme 'Isurus denticulatus', sans explication, dans un article de 1964, une décision depuis rejetée comme taxonomiquement invalide. Cela conduit néanmoins le paléontologue russe Viktor Zhelezko à invalider à tort le genre Cretoxyrhina dans un article de 2000 en synonymisant 'Isurus denticulatus' (et donc le genre Cretoxyrhina dans son ensemble) avec un autre taxon identifié sous le nom de 'Pseudoisurus tomosus'. Zhelezko décrit également une nouvelle espèce congénère de C. mantelli grâce au matériel dentaire provenant du Kazakhstan, qu'il identifie comme Pseudoisurus vraconensis conformément à sa réévaluation taxonomique,. Une étude de 2013 dirigée par le conservateur et paléontologue du Western Australian Museum Mikael Siverson corrige l'erreur taxonomique, en rétablissant le genre Cretoxyrhina et en déplaçant 'P'. vraconensis dans ce dernier. En 2010, les paléontologues britannique et canadien Charlie Underwood et Stephen Cumbaa décrivent Telodontaspis agassizensis à partir de dents trouvées dans le lac Agassiz au Manitoba, qui avaient été précédemment identifiées comme des dents juvéniles de Cretoxyrhina. Cette espèce est réintroduite dans le genre Cretoxyrhina dans une étude publiée en 2013 et menée par le paléontologue américain Michael G. Newbrey, en utilisant du matériel fossile supplémentaire du même taxon trouvé cette fois-ci en Australie-Occidentale,.
Entre 1997 et 2008, le paléontologue japonais Kenshu Shimada publie une série d'articles dans lesquels il analyse les squelettes de C. mantelli, dont ceux trouvés par les Sternberg, en utilisant des techniques modernes pour effectuer des recherches approfondies sur la biologie possible de Cretoxyrhina. Certains de ses travaux aboutissent à des reconstructions plus précises de sa dentition, de sa morphologie, de sa physiologie, de sa paléoécologie, de son ontogenèse et de sa phylogénétique, basées sur des variables morphologiques. Les recherches de Shimada sur Cretoxyrhina aident à donner un nouvel éclairage à la compréhension du requin et, grâce à ses nouvelles méthodes, à d'autres animaux disparus.

### Étymologie du genre et des espèces
Cretoxyrhina est un mot-valise, formé du mot creto, une abréviation du mot « Crétacé », préfixé au nom de genre Oxyrhina emprunté au grec ancien ὀξύς / oxús « pointu », et à ῥίς / rhís « nez ». Rassemblés, ces termes peuvent se traduire littéralement par « nez pointu du Crétacé », bien qu'il s'avère que Cretoxyrhina avait en fait un museau plutôt émoussé. L'espèce type mantelli, quant à elle, fut dénommée par Agassiz en l'honneur de Gideon Mantell pour lui avoir fourni les syntypes. L'épithète spécifique denticulata est dérivée du mot latin denticulus « petite dent » et du suffixe āta « possession de », signifiant ensemble « qui a de petites dents ». Il s'agit d'une référence à l'apparition de cuspides latérales dans la plupart des dents de C. denticulata. L'espèce vraconensis est nommée en référence au Vraconien, sous-étage de l'Albien, dans lequel elle fut découverte. Le nom d'espèce agassizensis dérive du lac Agassiz, où l'espèce fut découverte. Par coïncidence, le lac lui-même est nommé en l'honneur d'Agassiz. Le nom commun de « Requin Ginsu », inventé à l'origine en 1999 par les paléontologues Mike Everhart et Kenshu Shimada, est une référence au couteau de la marque du même nom, car les mécanismes d'alimentation théoriques de C. mantelli sont souvent comparés au « tranchage et découpage », la manière dont le couteau est utilisé.

## Description

### Morphologie

#### Dentition

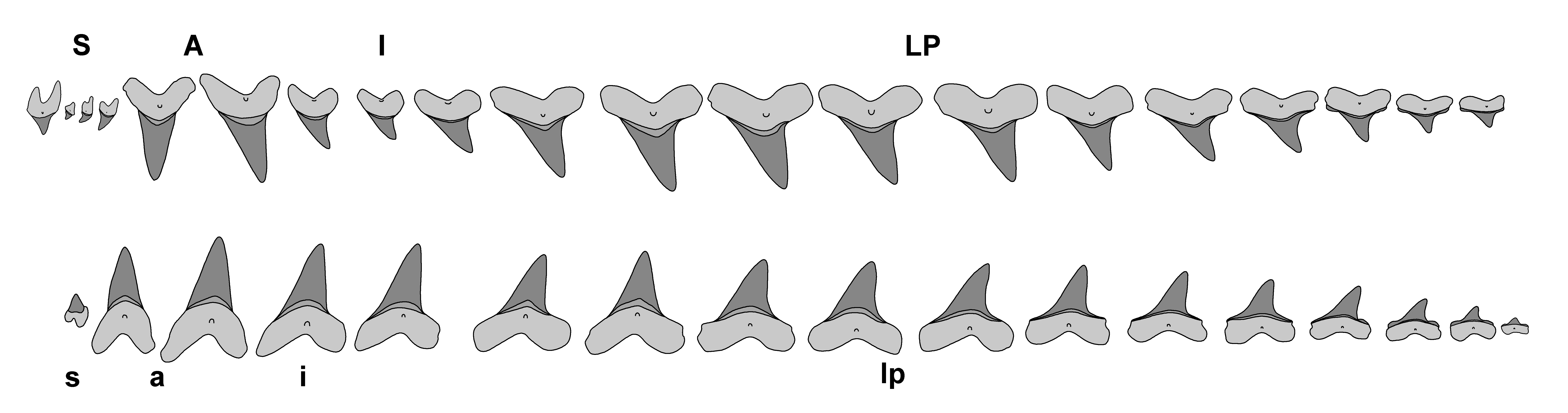
Reconstitution de la dentition de C. mantelli.

Les dents de Cretoxyrhina se distinguent par leur forme triangulaire presque symétrique ou inclinée, des tranchants en forme de rasoir et non dentelés, des cols de dents visibles (bourlette) et une couche d'émail épaisse. La dentition de Cretoxyrhina possède les caractéristiques de base d'un lamniforme, avec des rangées de dents étroitement espacées sans aucun chevauchement. Les dents antérieures sont droites et presque symétriques, tandis que les dents latéropostérieures sont inclinées. La face linguale (interne) est convexe et possède une protubérance massive ainsi que des rainures nutritives sur la racine, tandis que le côté labial (externe), est plat ou légèrement gonflé. Les formes juvéniles possèdent des cuspides latérales sur toutes les dents, C. vraconensis les conservant systématiquement à l'âge adulte. Les cuspides latérales ne sont conservées à l'âge adulte que sur toutes les dents latéropostérieures chez C. denticulata et C. agassizensis, et seulement jusqu'aux dents latéropostérieures arrière chez C. mantelli. Les mini-cuspides latérales de C. vraconensis et C. denticulata sont rondes, tandis que celles de C. agassizensis sont aiguisées en pointe. Les dents antérieures de C. vraconensis mesurent 2,1 à 3,5 cm de hauteur, tandis que la plus grande dent connue de C. denticulata mesure 3 cm. Les dents de C. mantelli sont plus grandes, puisqu'elles mesurent 3 à 4 cm de hauteur oblique moyenne. La plus grande dent découverte de cette espèce mesure 8 cm.
La dentition de C. mantelli est l'une des plus connues parmi celles des requins disparus grâce à la préservation exceptionnelle de plusieurs squelettes fossiles comme le spécimen FHSM VP-2187, qui consiste en une dentition articulée et presque complète. D'autres squelettes de C. mantelli, tels que KUVP 247 et KUVP 69102, comprennent également des mâchoires partielles avec certaines dents dans leurs positions naturelles, dont certaines ne sont pas présentes dans des squelettes plus complets comme FHSM VP-2187. À l'aide de ces spécimens, la formule dentaire est reconstruite par Shimada en 1997 et révisée par ce dernier en 2002, où elle fut S4.A2.I4.LP11(+?)S1?.A2.I1.LP15(+?). Cela signifie que, d'avant en arrière, C. mantelli avait : quatre symphysaires (petites dents situées dans la symphyse d'une mâchoire), deux antérieures, quatre intermédiaires et onze latéropostérieures ou plus pour la mâchoire supérieure et éventuellement une symphysaire, deux antérieures, un intermédiaire et quinze latéropostérieures ou plus pour la mâchoire inférieure. La structure de la rangée de dents montre une dentition adaptée à un comportement alimentaire similaire à celui du requin mako actuel qui possède de grandes dents antérieures en forme de lance permettant de poignarder et ancrer la proie, et des latéropostérieures incurvées pour la couper en morceaux de la taille d'une bouchée,, un mécanisme souvent décrit de manière informelle comme le « tranchage et découpage » par les paléontologues. En 2011, les paléontologues Jim Bourdon et Everhart reconstruisent la dentition de plusieurs individus de C. mantelli en fonction de leurs ensembles de dents associés. Ils découvrent alors que deux de ces reconstitutions montrent des différences notables dans la taille de la première dent intermédiaire (I1) et les profils latéraux, et concluent que ces différences pourraient éventuellement représenter un dimorphisme sexuel ou des variations individuelles.

#### Crâne
L'analyse des motifs du crâne et des écailles suggère que C. mantelli avait une tête conique avec un crâne plat et large dorsalement. Le rostre ne s'étend pas beaucoup vers l'avant à partir de la marge frontale du neurocrâne, ce qui suggère que son museau était émoussé. Semblable au Requin-crocodile et au Requin-renard modernes, C. mantelli avait des yeux proportionnellement grands, l'orbite occupant environ un tiers de la longueur totale du crâne, ce qui lui aurait donné une vision aiguë. Une telle vision est importante pour un prédateur qui chasse de grandes proies comme celles dont Cretoxyrhina se nourrissait. En revanche, les processus orbitaux moins avancés mais plus forts de l'anacoracidé contemporain Squalicorax, plus dépendants de l'odeur, conviendraient mieux à un charognard opportuniste,.
Les mâchoires de C. mantelli auraient été cinétiquement puissantes. Elles ont une courbure antérieure légèrement plus lâche et une structure plus robuste que celle du requin mako actuel, bien que similaires dans leur forme générale. L'hyomandibule est allongée et se balancerait latéralement, ce qui permettrait une protrusion de la mâchoire et une morsure profonde.

#### Anatomie squelettique

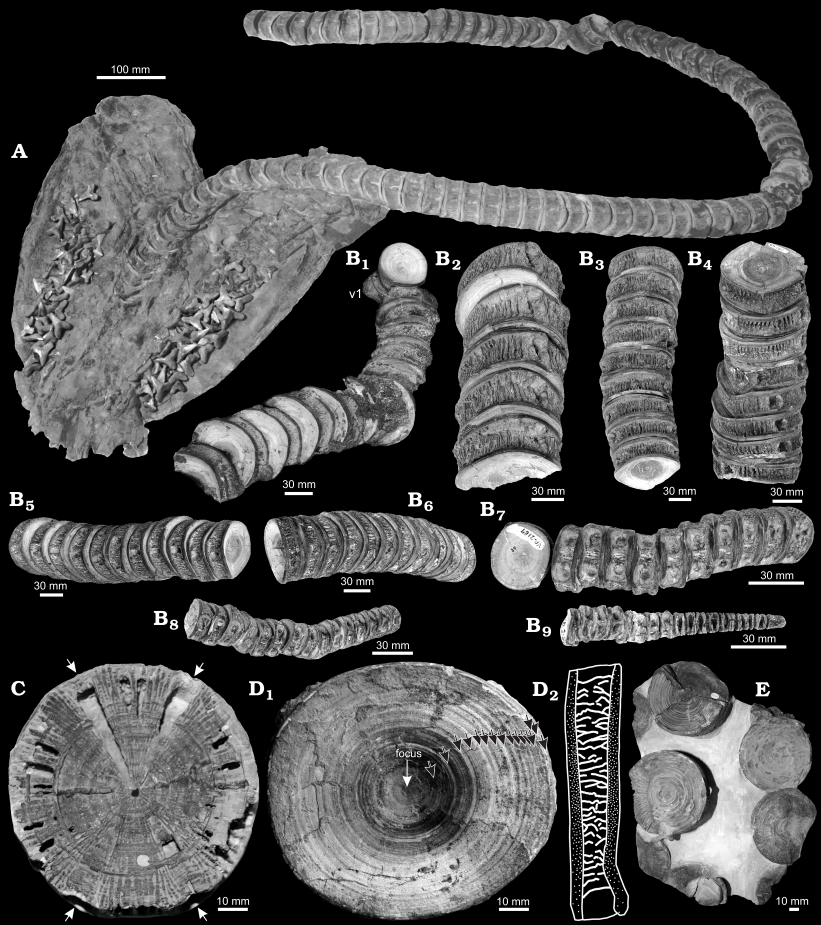
A. FHSM VP-323 B1-B9. Portions de la colonne vertébrale du spécimen FHSM VP-2187 C. Centrum vertébral de C. mantelli D1-D2. Centrum vertébral de C. agassizensis E. Centra associés à C. cf. agassizensis.

La plupart des espèces de Cretoxyrhina ne sont représentées que par des dents et des vertèbres fossiles. Comme celui des autres requins, le squelette de Cretoxyrhina est constitué de cartilage, qui se fossilise plus difficilement que l'os. Cependant, les fossiles de C. mantelli découverts dans la formation de Niobrara sont exceptionnellement bien préservés grâce à la présence de craie dont la teneur élevée en calcium permet la calcification des tissus mous et donc leur fossilisation.
De nombreux squelettes dont la colonne vertébrale est presque complète ont été trouvés. La plus grande vertèbre mesure 8,7 cm de diamètre. Les deux spécimens possédant la colonne vertébrale la mieux conservée (FHSM VP-2187 et KUVP 69102) ont respectivement 218 et 201 centra. En outre, presque toutes les vertèbres de la colonne sont préservées, ne manquant que des parties de l'extrémité de la queue. Les estimations de la longueur de la queue fournissent un nombre total de vertèbres d'environ 230 centra, ce qui est exceptionnel : en effet, tous les requins lamniformes existants possèdent un nombre de vertèbres inférieur à 197 ou supérieur à 282, et il n'existe aucun individu entre ces deux extrêmes. Les centra vertébraux de la région du tronc sont larges et circulaires, ce qui donne à l'ensemble du corps une forme de fuseau avec un tronc trapu.
Une analyse d'un fossile de nageoire caudale partiellement complet montre que Cretoxyrhina aurait eu une queue en forme de croissant très similaire à celles des lamnidés, du Requin-baleine et du Requin pèlerin actuels. Les chercheurs estiment que la transition vers les vertèbres caudales se situe entre la 140e vertèbre et la 160e vertèbre sur un total de 230, ce qui donne un nombre total de vertèbres caudales de 70 à 90 et représente environ 30 à 39 % de la colonne vertébrale. La transition entre les vertèbres précaudales et les vertèbres caudales est également marquée par une courbure vertébrale d'environ 45°, qui est l'angle le plus élevé possible connu chez les requins existants et se trouve principalement chez les requins à nage rapide tels que les lamnidés. Les propriétés de la queue, ainsi que d'autres caractéristiques telles que des écailles lisses parallèles à l'axe du corps, une nageoire pectorale plésodique (une nageoire pectorale dans laquelle le cartilage s'étend partout, lui donnant une structure plus sûre qui aide à réduire la traînée), et un corps trapu en forme de fuseau, montrent que C. mantelli aurait été capable de nager rapidement,.

### Physiologie

#### Thermorégulation

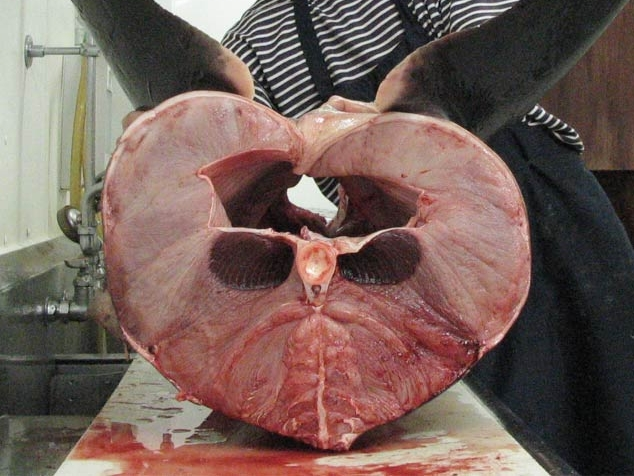
En tant qu'endotherme régional, Cretoxyrhina a peut-être possédé des muscles rouges plus proches de son axe corporel, comme ce Requin-taupe commun.

Cretoxyrhina représente l'une des premières formes (et la possible origine) de l'endothermie chez les lamniformes. Grâce à une endothermie régionale (également connue sous le nom de mésothermie), il peut avoir possédé une morphologie similaire à celle des requins endothermiques régionaux modernes, comme les membres des familles des requins-renards et des Lamnidés, chez qui les muscles rouges sont plus proches de l'axe du corps que chez les requins ectothermes (dont les muscles rouges sont plus proches de la circonférence du corps), et où un système de vaisseaux sanguins spécialisés appelé rete mirabile est présent, permettant à la chaleur métabolique d'être conservée et échangée avec les organes vitaux. Cette construction morphologique permet au requin d'avoir partiellement le sang chaud, et de fonctionner ainsi efficacement dans des environnements plus froids, comme ceux où Cretoxyrhina a été trouvé. Des fossiles ont été trouvés dans des zones où les estimations paléoclimatiques calculent une température de surface jusqu'à 5 °C. L'endothermie régionale de Cretoxyrhina a peut-être été développée en réponse à la pression croissante du refroidissement global progressif et à la concurrence des mosasaures et d'autres reptiles marins qui avaient également développé l'endothermie.

#### Hydrodynamique et locomotion

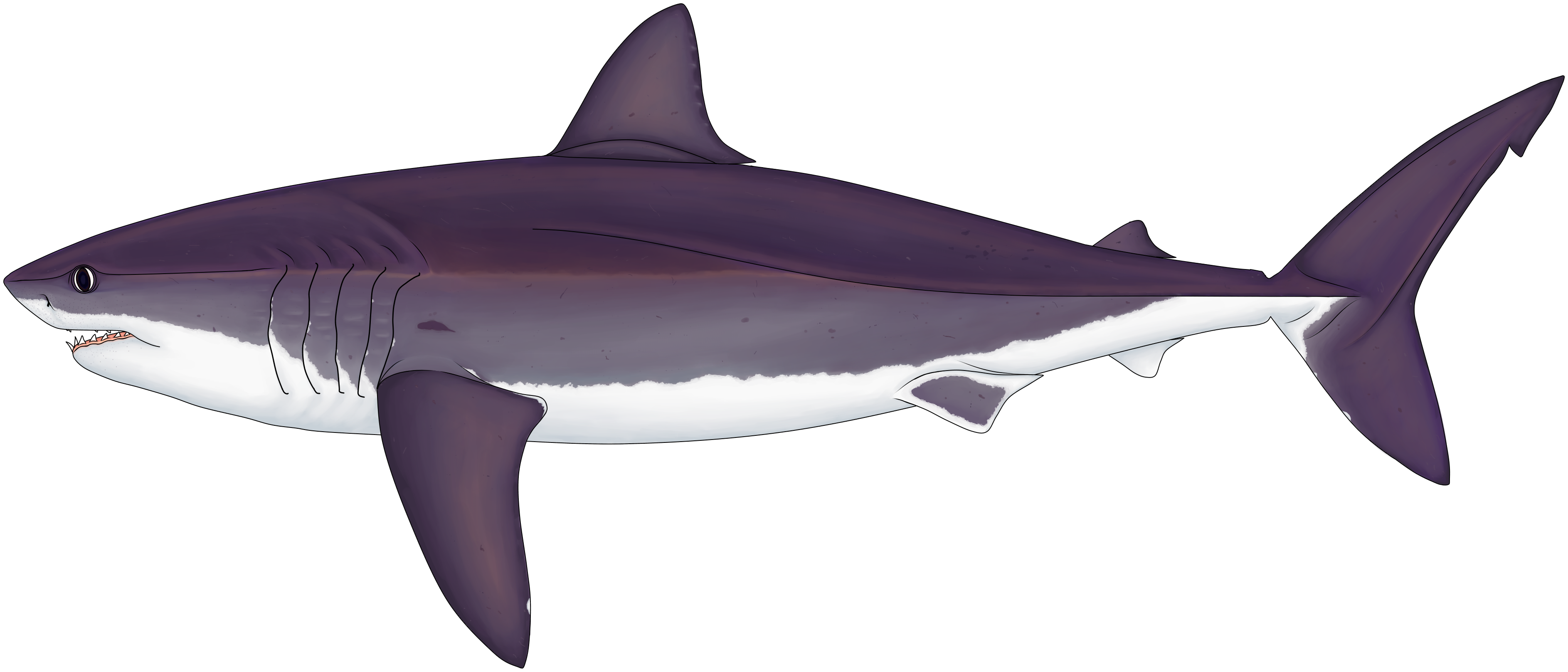
Reconstitution de C. mantelli.

Cretoxyrhina possède des écailles placoïdes superposées très denses, parallèles à l'axe du corps et disposées en structures parallèles, appelées kneels, séparées par des rainures en forme de « U », chaque rainure ayant une largeur moyenne d'environ 45 μm. Cette formation d'écailles permet une réduction efficace de la traînée, améliorant ainsi la vitesse de nage, un morphotype observé uniquement chez les requins actuels les plus rapides,.
La nageoire caudale de « type 4 » de Cretoxyrhina possède également un angle de Cobb (courbure des vertèbres de la queue) et un angle du cartilage de la queue (respectivement entre 49° et 133°) les plus élevés jamais enregistrés chez les lamniformes,. Une structure de nageoire caudale de « type 4 » présente une symétrie maximale des lobes de la nageoire caudale, ce qui est le plus efficace en nage rapide, structure que l'on retrouve uniquement chez les lamnidés parmi les requins.
Une étude réalisée en 2017 par le doctorant Humberto Ferron analyse les relations entre les variables morphologiques, comprenant le squelette et la nageoire caudale de C. mantelli, et estime une vitesse de croisière moyenne de 12 km/h et une vitesse de pointe d'environ 70 km/h, ce qui fait probablement de Cretoxyrhina l'un des requins les plus rapides connus. À titre de comparaison, le Grand requin blanc moderne atteint des vitesses allant jusqu'à 56 km/h et le requin mako, le requin actuel le plus rapide connu, atteint 70 km/h,.

### Reproduction et ontogénèse

#### Reproduction
Bien qu'aucune preuve fossile n'ait été trouvée, Shimada considère que Cretoxyrhina aurait été ovovivipare comme tous les lamniformes actuels. Chez les requins ovovivipares, les jeunes éclosent et grandissent à l'intérieur de la mère tout en rivalisant avec les compagnons de portée par le cannibalisme tel que l'oophagie. Comme Cretoxyrhina habitait des eaux oligotrophes et pélagiques, où les prédateurs tels que les grands mosasaures comme Tylosaurus et les grands poissons superprédateurs comme Xiphactinus étaient courants, il est probable qu'il s'agissait également d'un requin pratiquant la stratégie r, où de nombreux nourrissons sont produits pour compenser les taux élevés de mortalité infantile. De même, les requins pélagiques tels que le Grand requin blanc, le Requin-renard, le Requin mako, le Requin-taupe commun et le Requin-crocodile produisent de deux à neuf petits par portée.

#### Croissance et longévité

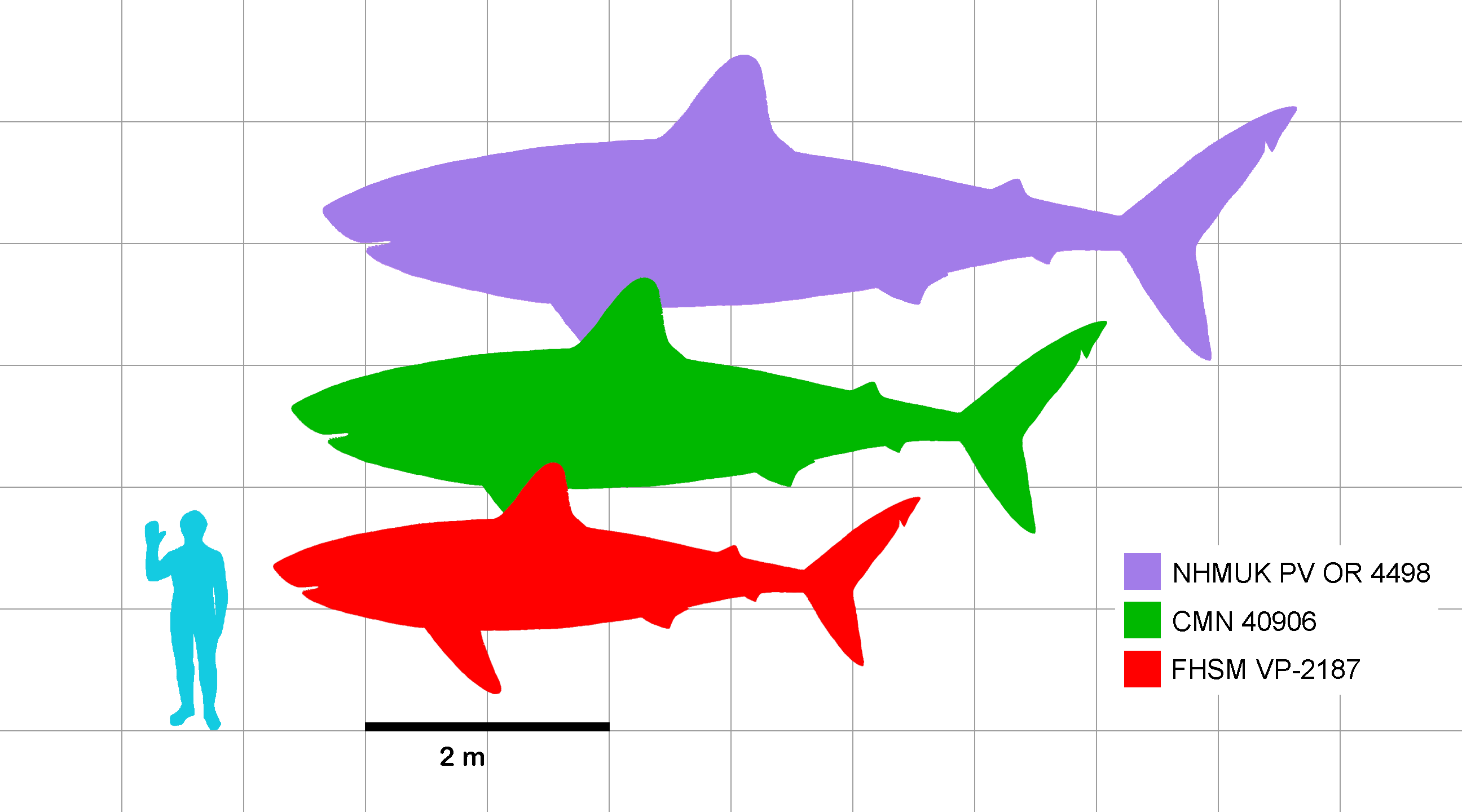
Diagramme basé sur les fossiles à l'échelle des individus notables de C. mantelli :
Spécimen le plus imposant
Spécimen nord-américain le plus imposant
Spécimen le plus complet

Comme chez tous les lamniformes, les vertèbres de Cretoxyrhina présentent des anneaux de croissance (un anneau apparaît chaque année) et l’âge d’un individu peut être déterminé en les mesurant. Les vertèbres bien conservées étant rares, on connaît peu de d'individus de Cretoxyrhina dont on soit sûr qu'ils aient vieilli. Dans l'étude de 1997 menée par Shimada, une équation linéaire pour calculer la longueur totale du corps de Cretoxyrhina en utilisant le diamètre du centrum d'une vertèbre a été développée et est illustrée ci-dessous, avec TL représentant la longueur totale du corps et CD le diamètre du centrum (le diamètre de chaque bande) :
TL = 0,281 + 5,746CD.
À l'aide de cette équation linéaire, des mesures ont d'abord été effectuées sur le spécimen de C. mantelli le mieux conservé, FHSM VP-2187, par Shimada en 2008. Le spécimen mesurait 1,28 m pour un poids d'environ 16,3 kg à la naissance. Il a subi ensuite une croissance rapide au cours des premières années de sa vie : la longueur est doublée en 3,3 ans. Puis, à partir de ce moment, la  taille croît régulièrement et progressivement : elle augmente en moyenne de 21,1 cm/an jusqu'à la mort du spécimen vers l'âge de 15 ans, année à laquelle il passe à 5 cm pour la taille des vertèbres. En utilisant le modèle de croissance de von Bertalanffy sur le spécimen FHSM VP-2187, la durée de vie maximale de C. mantelli est estimée à 38,2 ans. À cet âge, il aurait atteint plus de 7 m de long. Sur la base de la mise à l'échelle allométrique d'un Grand Requin blanc, Shimada découvre qu'un tel individu aurait pesé jusqu'à 3,4 tonnes.
Une nouvelle mesure effectuée par Newbrey et ses collègues en 2013 constate que C. mantelli et C. agassizensis auraient atteint la maturité sexuelle vers l'âge de quatre à cinq ans et propose une révision possible des mesures des anneaux de croissance chez FHSM VP-2187. Il est également proposé de réviser la durée de vie de FHSM VP-2187 et la durée de vie maximale de C. mantelli entre 18 et 21 ans respectivement en utilisant les nouvelles mesures. Une étude, menée en 2019 par le scientifique italien Jacopo Amalfitano sur les vertèbres de deux fossiles de C. mantelli, indique que l'individu le plus âgé serait mort vers l'âge de 26 ans. Des mesures ont également été effectuées sur d'autres squelettes de C. mantelli et une vertèbre de C. agassizensis, donnant des résultats similaires de taux de croissance rapide aux premiers stades de vie. Une croissance aussi rapide en quelques années seulement aurait pu aider Cretoxyrhina à mieux survivre en éliminant rapidement sa petitesse juvénile et ses vulnérabilités, car un individu adulte aurait peu, voire aucun prédateur naturel. L'étude de 2013 identifie également une des dents syntypes de C. mantelli d'Angleterre et calcule la longueur maximale de l'individu à 8 m, faisant de cette dent celle du plus grand spécimen identifié à ce jour,. Un C. mantelli d'une telle longueur aurait une masse corporelle estimée à environ 4,9 tonnes en utilisant la méthode de Shimada,.
Le graphique ci-dessous représente la croissance en longueur par an du spécimen FHSM VP-2187 selon Shimada (2008), :
Le graphique qui aurait dû être présenté ici ne peut pas être affiché car il utilise l'ancienne extension Graph, désactivée pour des questions de sécurité. Des indications pour créer un nouveau graphique avec la nouvelle extension Chart sont disponibles ici.

Les chercheurs estiment que les autres espèces auraient été beaucoup plus petites. C. denticulata et C. vraconensis auraient atteint une longueur corporelle totale allant jusqu'à 4 m à l'âge adulte, et un poids de 744 kg. C. agassizensis est encore plus petit, avec une longueur corporelle totale estimée allant jusqu'à 1,29 m sur la base d'un spécimen de dent mesurant 12 mm de haut (catalogué P2989.152),.

## Classification et évolution

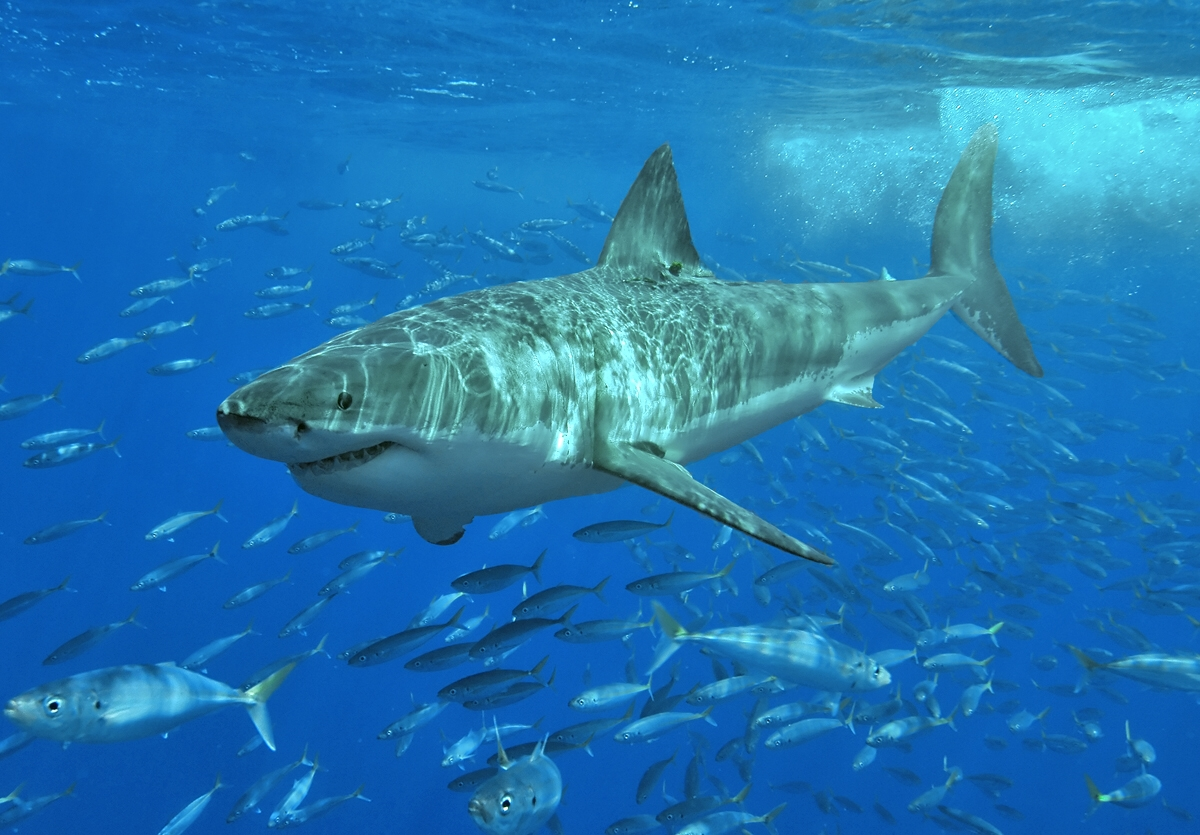
Cretoxyrhina est similaire au Grand requin blanc actuel en taille, en morphologie et en écologie.

Cretoxyrhina ressemble au Grand requin blanc moderne par sa taille, sa morphologie et son écologie, mais les deux requins ne sont pas liés d'un point de vue phylogénique, leurs similitudes étant le résultat d'une évolution convergente. Cretoxyrhina a été traditionnellement inclus au sein des Cretoxyrhinidae, une famille de requins lamniformes qui comporte traditionnellement d'autres genres, formant ainsi une famille paraphylétique ou polyphylétique. En 1999, Siverson fait remarquer que les Cretoxyrhinidae étaient utilisés comme taxon poubelle pour les requins du Crétacé et du Paléogène et déclare que Cretoxyrhina est le seul membre valide de cette famille.
Cretoxyrhina contient quatre espèces reconnues : C. vraconensis, C. denticulata, C. agassizensis et C. mantelli. Ces espèces représentent chacune une chrono-espèce. Les plus anciens fossiles de Cretoxyrhina datent d'environ 107 millions d'années (Albien) et appartiennent à C. vraconensis. Ce dernier a évolué au cours du Cénomanien précoce en C. denticulata, lequel a ensuite évolué au cours du Cénomanien moyen en C. agassizensis, qui à son tour a évolué en C. mantelli au cours du Cénomanien tardif. C. agassizensis a existé jusqu'au milieu du Turonien et a été brièvement contemporain de C. mantelli. Cette évolution est caractérisée par la réduction des cuspides latérales ainsi que par l'augmentation de la taille et de la robustesse des dents,. L'intervalle Albien tardif-Turonien moyen voit principalement la réduction des cuspides latérales ; C. vraconensis possède des cuspides latérales sur toutes les dents à l'exception de quelques-unes en position antérieure, qui se limiteraient progressivement aux latéropostérieures arrière chez les adultes à la fin de l'intervalle, chez C. mantelli. L'intervalle Cénomanien tardif-Coniacien est caractérisé par une augmentation rapide de la taille des dents et du corps, par une diminution significative du rapport hauteur / largeur de la couronne,, et par une transition d'une forme de dent de type déchirant à une forme de dent de type coupant. La taille des dents des individus de C. mantelli à l'intérieur de la voie maritime intérieure de l'Ouest culmine vers le Coniacien tardif, il y a environ 86 millions d'années, puis commence à décliner lentement. En Europe, ce pic a lieu plus tôt, au cours du Turonien tardif. Le plus récent fossile connu de C. mantelli provient de la formation de Bearpaw en Alberta, et date de 73,2 millions d'années (Campanien tardif). Une dent unique identifiée comme Cretoxyrhina sp. a été récupérée dans la formation voisine de Horseshoe Canyon et est datée de 70,44 millions d'années, ce qui suggère que Cretoxyrhina aurait peut-être survécu jusqu'au Maastrichtien. Cependant, la formation de Horseshoe Canyon s'est déposée dans un environnement saumâtre, ce qui n'exclut pas l'éventualité que le fossile ait été remanié depuis une couche plus ancienne.
Des études phylogénétiques menées à travers des données morphologiques par Shimada en 2005 suggèrent que Cretoxyrhina pourrait alternativement être congénère avec Alopias, qui correspond aux Requins-renards actuels. L'étude déclare cependant que ces résultats sont prématurés et peuvent être inexacts, et recommande que Cretoxyrhina soit conservé dans la famille des Cretoxyrhinidae, citant principalement le manque de données substantielles à son sujet lors de l'analyse.
Un autre modèle possible d'évolution de Cretoxyrhina, proposé en 2014 par le paléontologue Cajus Diedrich, suggère que C. mantelli aurait été congénère du genre Isurus et ferait partie d'une lignée étendue de ce dernier commençant jusqu'à l'Aptien. Selon ce modèle, la lignée Isurus débuta par 'Isurus appendiculatus' (Cretolamna appendiculata), qui a évolué en Isurus denticulatus (C. mantelli) au Cénomanien moyen, puis 'Isurus mantelli' (C. mantelli) au début du Coniacien, Isurus schoutedenti au Paléocène, et Isurus praecursor, où se poursuit le reste de la lignée Isurus. L'étude affirme que l'absence de fossiles du Maastrichtien ne serait pas le résultat d'une extinction prématurée de C. mantelli, mais simplement une lacune dans le registre fossile. Shimada et son collègue paléontologue Phillip Sternes, dans une publication en ligne de 2018, mettent en doute la crédibilité de cette proposition, notant que l'interprétation proposée par l'étude est largement basée sur des données arbitrairement sélectionnées, et qu'elle ne cite pas les études de Shimada publiées respectivement entre 1997 et 2005, qui sont des articles clés concernant la position systématique de C. mantelli.

## Paléobiologie

### Relations avec les proies

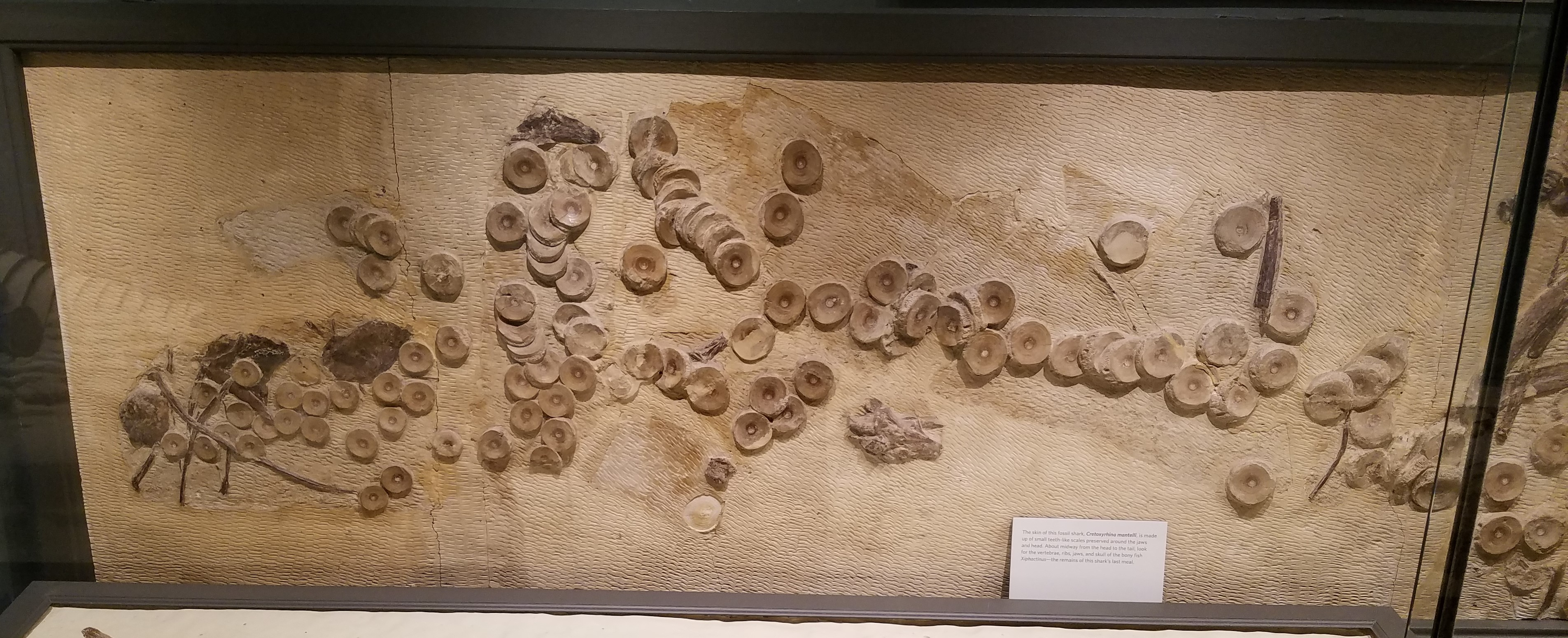
Vue arrière du spécimen KUVP 247, avec les restes osseux d'un Xiphactinus conservé au niveau stomacal.

Les mâchoires cinétiquement puissantes, les capacités de vitesse élevées et la grande taille de Cretoxyrhina suggèrent un prédateur particulièrement agressif,. L'association de Cretoxyrhina avec un nombre diversifié de fossiles montrant des traces de morsures confirme qu'il s'agissait d'un superprédateur actif qui se nourrissait d'une grande partie de la variété de la mégafaune marine du Crétacé tardif,. Le niveau trophique le plus élevé qu'il occupait était partagé uniquement avec les grands mosasaures tels que Tylosaurus au cours des dernières étapes du Crétacé supérieur. Il a donc joué un rôle essentiel dans de nombreux écosystèmes marins.

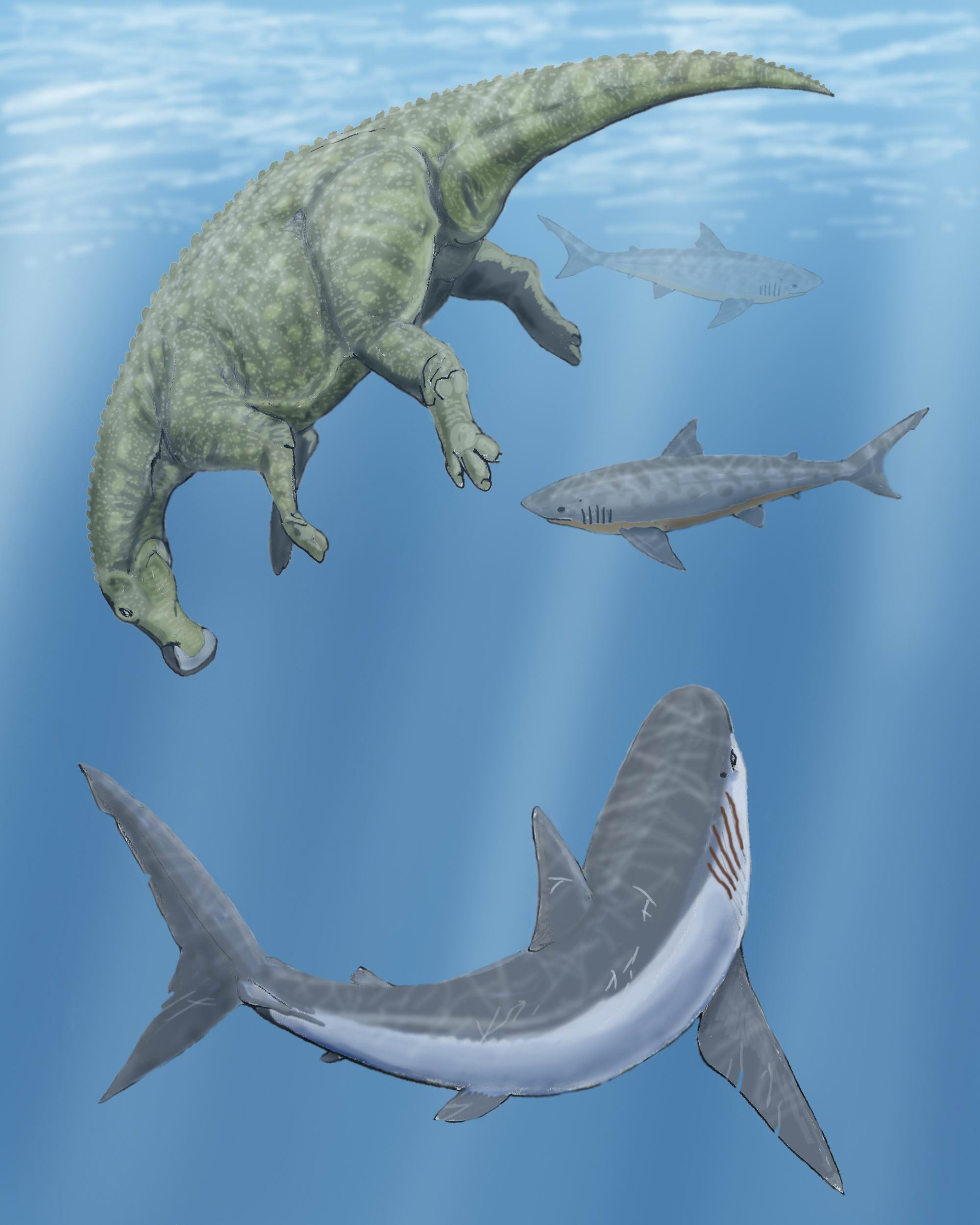
Reconstitution par Dimitri Bogdanov d'un Cretoxyrhina et de deux Squalicorax tournant autour d'un Claosaurus mort.

Cretoxyrhina se nourrissait principalement d'autres prédateurs actifs, notamment les Ichthyodectidae (une famille de gros poissons qui inclut Xiphactinus), des plésiosaures,, des tortues, des mosasaures,, et d'autres requins. La plupart des traces fossiles de prédation de Cretoxyrhina consistent en de grandes et profondes marques de morsures et de perforations sur les os, parfois avec des dents incrustées. Des os isolés de mosasaures et d'autres reptiles marins ont été trouvés partiellement dissous par digestion, ou dans des coprolithes,. Il existe quelques squelettes de Cretoxyrhina contenant du contenu stomacal connu, y compris un grand squelette de C. mantelli (KUVP 247) possédant des restes squelettiques de Xiphactinus et d'un mosasaure au niveau de l'estomac. Cretoxyrhina s'est probablement parfois nourri de ptérosaures, comme en témoigne un ensemble de vertèbres cervicales d'un Pteranodon de la formation de Niobrara avec une dent de C. mantelli logée profondément entre elles. Bien qu'il ne soit pas certain que le fossile lui-même soit le résultat d'une prédation ou de charognage, il est probable que Pteranodon et les ptérosaures similaires aient été des cibles naturelles pour des prédateurs comme Cretoxyrhina, dans la mesure où ils seraient entrés régulièrement dans l'eau pour se nourrir, ce qui les rendait vulnérables à une attaque,.
Il n'est pas impossible que Cretoxyrhina ait été occasionnellement charognard. Shimada note qu'un seul fossile constitue la preuve directe d'une attaque délibérée de Cretoxyrhina : une proie ayant survécu à une attaque du requin, portant à la fois les marques d'une attaque et celles d'une guérison. Des restes de squelettes partiels de dinosaures comme Claosaurus et Niobrarasaurus montrent des signes d'ingestion et de digestion par C. mantelli. Il s'agissait probablement de charognes emportées dans l'océan,.

### Stratégies de chasse
Les stratégies de chasse de Cretoxyrhina ne sont pas bien documentées, car il n'est pas possible de distinguer si ses marques d’alimentation sur de nombreux fossiles résultent de la prédation ou de la nécrophagie. Si elles étaient effectivement le résultat de la première option, cela signifierait que Cretoxyrhina utilisait très probablement des stratégies de chasse impliquant un coup principal puissant et fatal similaire à l'alimentation observée chez les Carcharhinidae et les Lamnidae actuels. Une étude réalisée en 2004 observe qu'un Grand requin blanc moderne atteignant des longueurs supérieures à 4 m fonce généralement sur sa proie et inflige un coup mortel unique, parfois si puissant que la proie est propulsée hors de l'eau par la force de l'impact. Cretoxyrhina possédant une robuste construction trapue permettant une nage rapide, de puissantes mâchoires cinétiques semblables à celles du Grand requin blanc et une taille similaire voire supérieure à celui-ci, il est probable qu'il chassait de la même manière que celui-ci.

## Paléoécologie

### Paléoenvironnement

#### Gamme et distribution

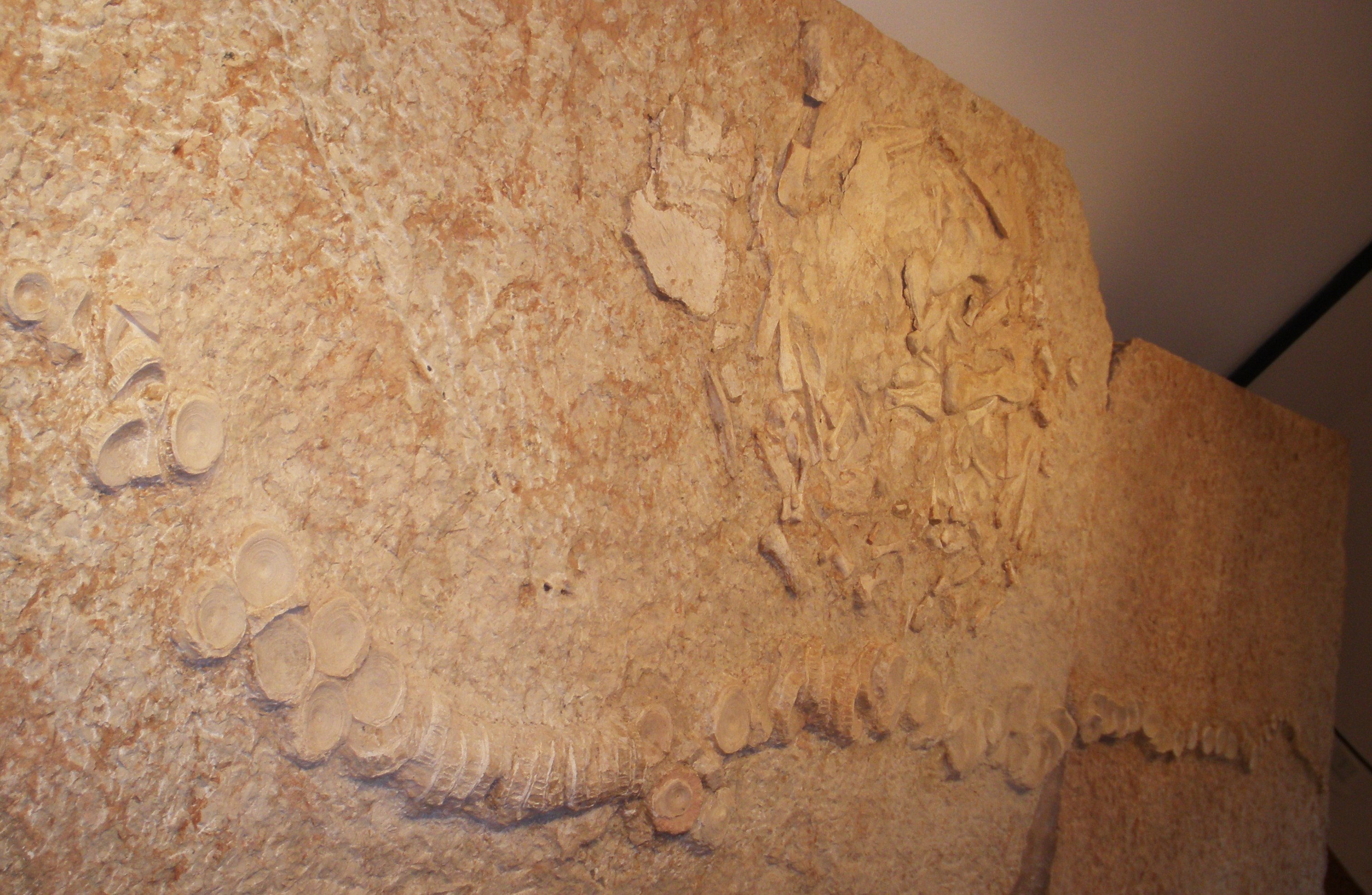
Les régions subtropicales du Crétacé supérieur habitées par Cretoxyrhina étaient dominées par les requins et les tortues, comme ce fossile présentant un Cretodus et un Protosphargis.

Cretoxyrhina avait une répartition cosmopolite, puisque ses fossiles ont été trouvés dans le monde entier. Les emplacements notables se trouvent en Amérique du Nord, en Europe, en Israël et au Kazakhstan. Cretoxyrhina a vécu principalement dans les zones tempérées et subtropicales. Il a été trouvé à des latitudes allant jusqu'à 55° N, où les estimations paléoclimatiques calculent une température moyenne de surface de la mer de 5 à 10 °C. Les fossiles de Cretoxyrhina sont surtout connus dans la région de la voie maritime intérieure de l'Ouest, une ancienne mer disparue qui a existé dans ce qui est maintenant le centre des États-Unis et le Canada. En 2013, Siverson et ses collègues notent qu'au cours du Turonien ou du début du Coniacien, les individus de Cretoxyrhina vivant au large étaient généralement plus grands que ceux habitant la voie maritime intérieure de l'Ouest. En effet, certains fossiles de C. mantelli au large, comme l'un des syntypes, atteignent des longueurs totales allant jusqu'à 8 m, voire peut-être 9 m. De plus, C. mantelli aurait peut-être été un animal migrateur, comme en témoignent ses valeurs de δ18Op.

#### Habitat
Cretoxyrhina habitait principalement les océans pélagiques tempérés à subtropicaux. Une dent de Cretoxyrhina trouvée dans la formation de Horseshoe Canyon en Alberta (une formation déposée dans un environnement de littoral dominé par des eaux saumâtres) suggère qu'il a pu, à l'occasion, nager dans des estuaires d'eaux partiellement douces et des plans d'eau similaires. Cependant, une telle occurrence peut également plus probablement s'expliquer par un remaniement à partir d'une couche sous-jacente. Le climat des écosystèmes marins pendant la plage temporelle de Cretoxyrhina était généralement beaucoup plus chaud qu’à l'époque moderne, en raison de niveaux atmosphériques plus élevés de dioxyde de carbone et d'autres gaz à effet de serre, influencés par la forme des continents de l'époque.
L'intervalle entre 97 et 91 Ma (Cénomanien à Turonien) a connu un pic des températures de la surface de la mer en moyenne supérieure à 35 °C et des températures de l'eau de fond d'environ 20 °C, environ 7 à 8 °C plus élevées qu'actuellement. Durant cette période marquée par une forte diversification, Cretoxyrhina a coexisté avec des mosasaures. Cet intervalle comprend également une augmentation des niveaux globaux de δ13C, qui marque un appauvrissement significatif de l'oxygène dans l'océan, et a provoqué l'événement anoxique du Cénomanien-Turonien. Bien que cet événement ait entraîné l'extinction de 27 % des invertébrés marins, les vertébrés comme Cretoxyrhina n'ont pas été affectés. Le reste du Crétacé a connu ensuite un refroidissement global et progressif des océans, conduisant à l'apparition d'écosystèmes tempérés et à une possible glaciation au Maastrichtien précoce. Les zones subtropicales conservent une biodiversité élevée de tous les taxons, tandis que les écosystèmes tempérés avaient généralement une diversité beaucoup plus faible. En Amérique du Nord, les provinces subtropicales étaient dominées par les requins, les tortues et les mosasaures tels que Tylosaurus et Clidastes, tandis que les provinces tempérées étaient principalement dominées par les plésiosaures, les hesperornithidés et le mosasaure Platecarpus.

### Compétition
Cretoxyrhina a vécu aux côtés de nombreux prédateurs qui partageaient un niveau trophique similaire dans un écosystème pélagique diversifié au cours du Crétacé. La plupart de ces prédateurs sont de grands reptiles marins, parmi lesquels certains occupaient déjà le niveau trophique le plus élevé lorsque Cretoxyrhina est apparu pour la première fois. De l'Albien jusqu'au Turonien (vers environ 107 à 91 Ma), Cretoxyrhina coexiste avec les pliosaures du Crétacé précoce. Parmi eux figure l'imposant Megacephalosaurus, d'une taille estimée entre 6 et 9 m de long. Cependant, les pliosaures s'éteignent au milieu du Turonien, vers environ 91 Ma,. La radiation des requins comme Cretoxyrhina pourrait avoir été un facteur majeur contribuant à l'accélération de leur extinction. Le vide écologique qu'ils ont laissé est rapidement comblé par les mosasaures émergents, qui viennent également occuper les niveaux trophiques les plus élevés. De grands mosasaures comme Tylosaurus (qui peut atteindre plus de 14 m de long) ont pu rivaliser avec Cretoxyrhina. En effet, des preuves d'interactions interspécifiques telles que des marques de morsure de l'un sur l'autre, et inversement, ont été trouvées. Cretoxyrhina a également dû entrer en concurrence avec de nombreux requins occupant un rôle écologique similaire, comme les Cardabiodontidae Cardabiodon et Dwardius. Pour ce dernier, des preuves d'une concurrence directe avec C. vraconensis ont été exposées, dans la mesure où ils partagent des aires de répartition complexes.
Une étude, réalisée en 2010 par les paléontologues Corinne Myers et Bruce Lieberman sur la concurrence dans la voie maritime intérieure de l'Ouest, utilise des techniques analytiques quantitatives basées sur des systèmes d'information géographique et des reconstructions tectoniques pour reconstruire les relations de concurrence hypothétiques entre dix des vertébrés marins les plus répandus et les plus abondants de la région, dont Cretoxyrhina. Leurs calculs trouvent des corrélations négatives entre la répartition de Cretoxyrhina et les trois concurrents potentiels Squalicorax kaupi, Tylosaurus proriger et Platecarpus spp. ; une corrélation négative statistiquement significative implique que la distribution d'une espèce a été affectée parce qu'elle a été supplantée par une autre. Cependant, aucune des relations n'est statistiquement significative, ce qui indique plutôt que les tendances sont peu susceptibles d'être le résultat de la concurrence et d'être très probablement dominées par un facteur abiotique.

### Extinction

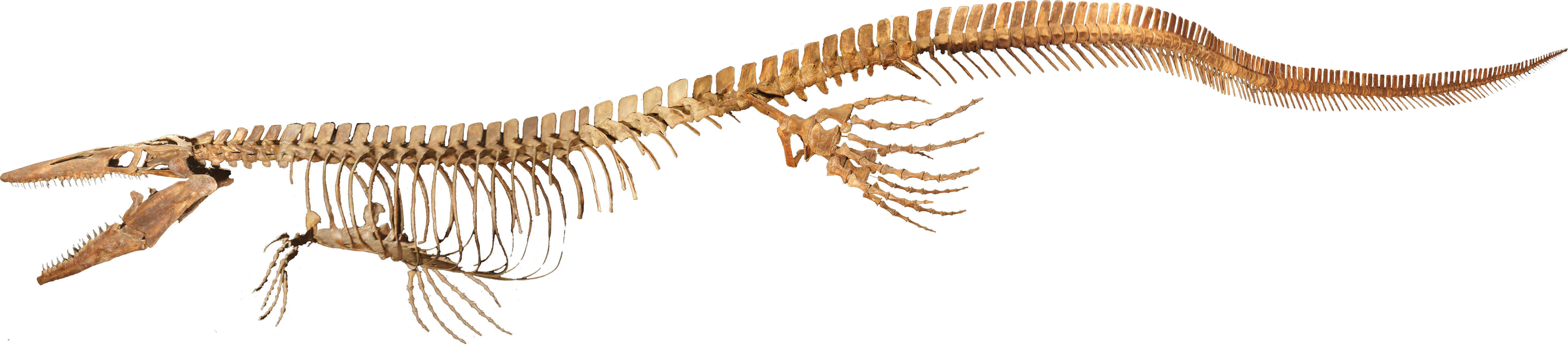
La pression croissante de la concurrence avec des prédateurs comme Tylosaurus peut avoir contribué au déclin et à l'extinction de Cretoxyrhina.

Le genre Cretoxyrhina s'éteint à la fin du Crétacé après un lent déclin : ayant atteint leur apogée au Coniacien, la taille et le nombre de sites fossilifères de Cretoxyrhina diminuent progressivement jusqu'à sa disparition au Campanien précoce. Cette extinction est diachrone : les plus jeunes fossiles connus de Cretoxyrhina sont datés du Santonien (environ 83 Ma) en Australie, du Campanien précoce en Amérique du Nord, tandis que ceux d'Europe sont aussi du Campanien précoce mais sont plus jeunes d'environ 2 Ma. Ces différences entre les âges suggèrent que Cretoxyrhina a pu s'éteindre localement au fil du temps jusqu'à ce que le genre disparaisse.
Les causes de cette extinction ne sont pas totalement élucidées. Néanmoins, le déclin de Cretoxyrhina coïncide avec l'émergence de nouveaux prédateurs. La pression croissante de la concurrence avec les mosasaures, dont Tylosaurus, et d'autres prédateurs de niveau trophique similaire, peut ainsi avoir joué un rôle majeur dans le déclin, puis l'extinction, de Cretoxyrhina. Une autre cause possible est le rétrécissement ainsi que la diminution progressive de la profondeur de la voie maritime intérieure de l'Ouest, qui auraient entraîné la disparition de l'environnement pélagique privilégié du requin. Cela n'explique cependant pas le déclin et l'extinction de Cretoxyrhina ailleurs dans le monde. Enfin, il est possible que l'extinction de Cretoxyrhina ait libéré des niches écologiques ensuite occupées par les grands mosasaures.

### Citations originales
1. ↑  « The remarkable thing about this specimen is that the vertebral column, though of cartilaginous material, was almost complete, and that the large number of 250 teeth were in position. When Chas. R. Eastman, of Harvard, described this specimen, it proved so complete as to destroy nearly thirty synonyms used to name the animal, and derived from many teeth found in former times. ».